# (23988) Maungakiekie
(23988) Maungakiekie est un astéroïde de la ceinture principale.

## Description
(23988) Maungakiekie est un astéroïde de la ceinture principale. Il fut découvert le 2 septembre 1999 à Auckland par Ian P. Griffin. Il présente une orbite caractérisée par un demi-grand axe de 2,86 UA, une excentricité de 0,18 et une inclinaison de 12,3° par rapport à l'écliptique.

## Compléments